# Reiterstandbild Friedrich Wilhelms III.

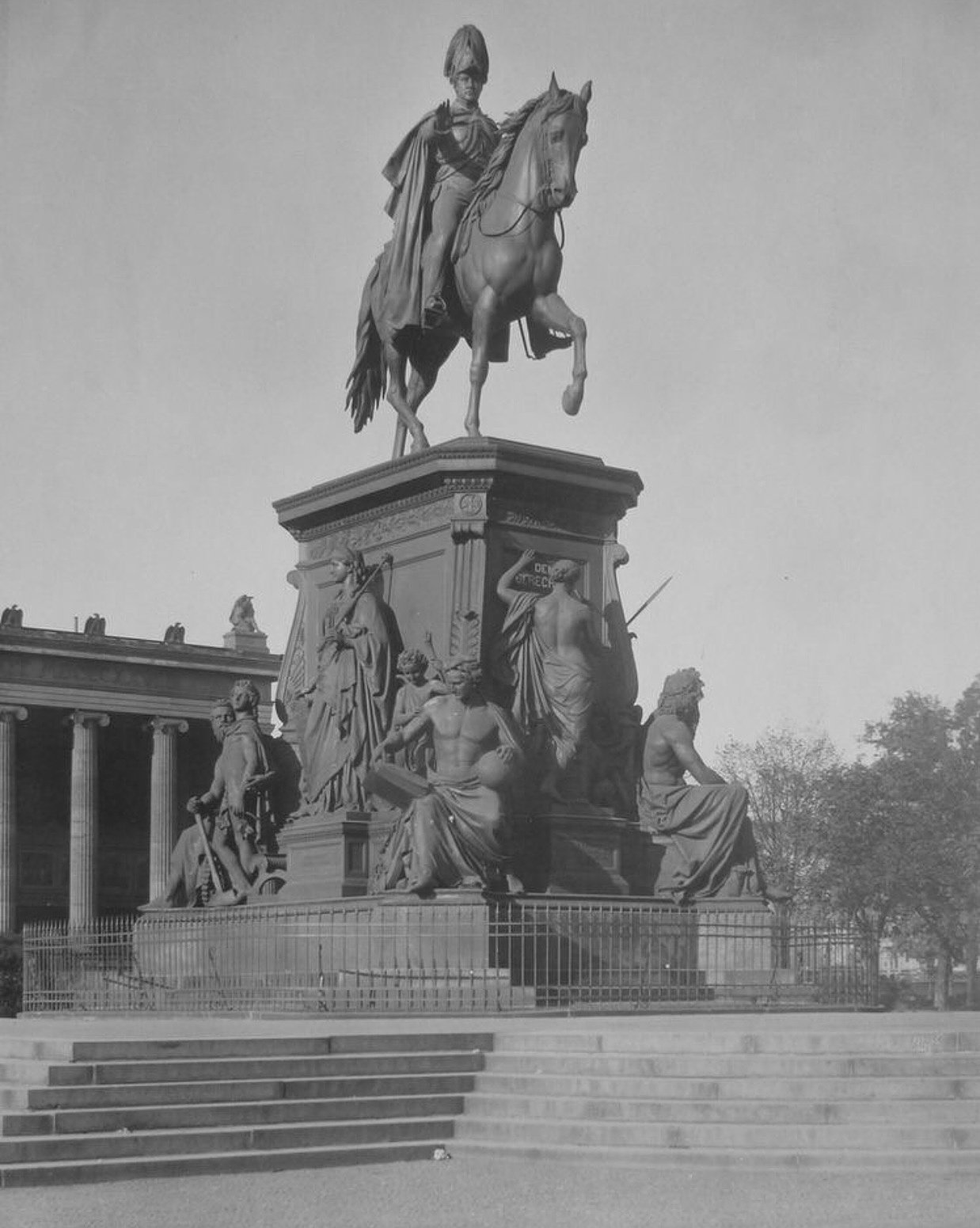
Reiterstandbild in der Mitte des Lustgartens, dahinter das Alte Museum

Das Reiterstandbild Friedrich Wilhelms III. im Berliner Lustgarten erinnerte an den preußischen König Friedrich Wilhelm III. und gehörte zu den Hauptwerken der Berliner Bildhauerschule. Errichtet in den Jahren 1863–1876 von Albert Wolff im Stil des Klassizismus und des Neobarock, wurde es bei der Umgestaltung des Lustgartens 1936 von der Platzmitte an den Westrand versetzt. Nach der Beschädigung im Zweiten Weltkrieg wurde das Reiterstandbild in der DDR-Zeit bis auf einzelne Figuren zerstört, die heute an verschiedenen Orten der Stadt aufgestellt sind.

## Planung und Bau

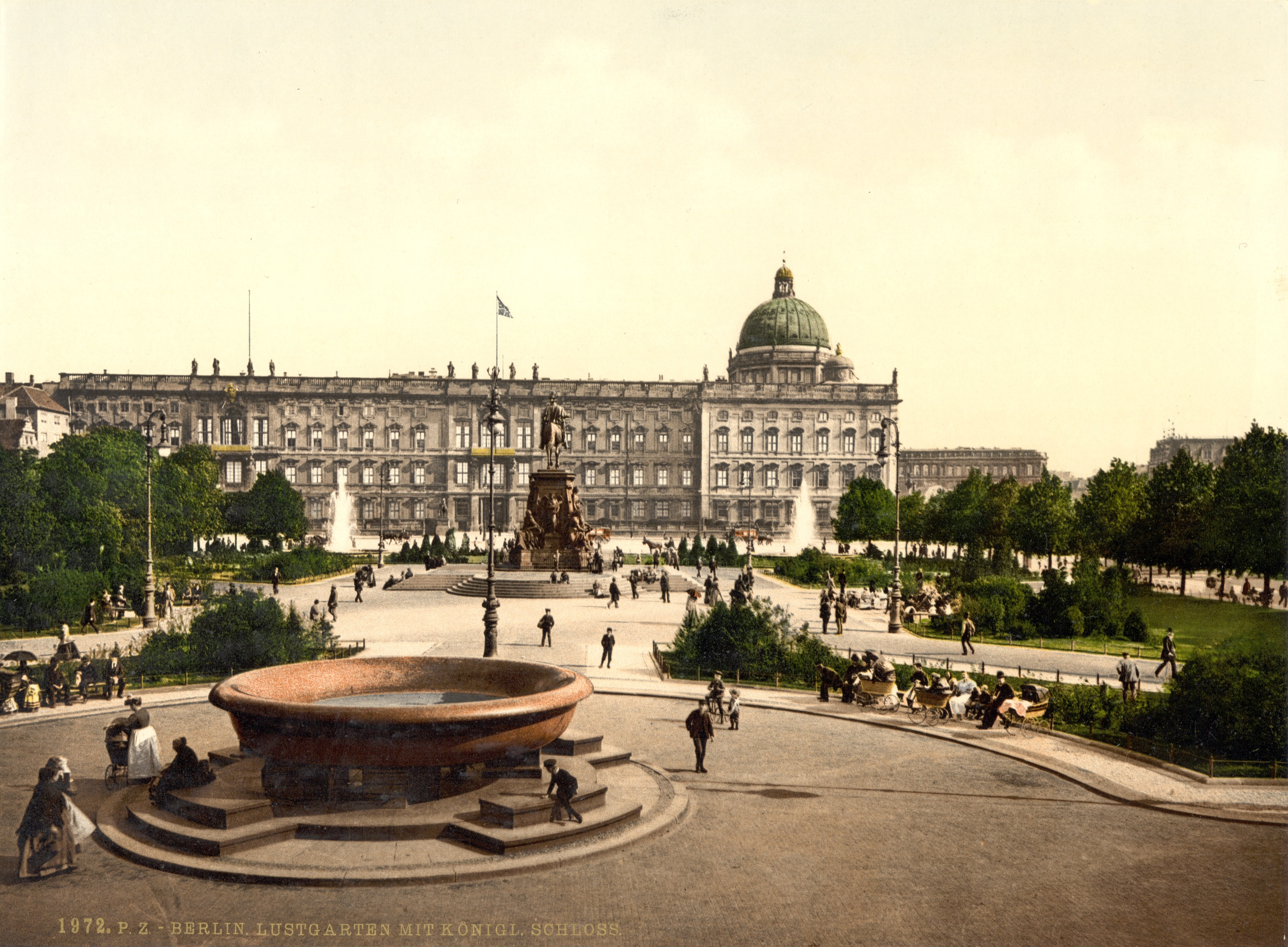
Reiterstandbild in der Mitte des Lustgartens, dahinter das Schloss

Die Planung des Reiterstandbilds begann bereits unter Friedrich Wilhelm IV. Christian Daniel Rauch schuf 1855 ein Modell, das für spätere Entwürfe vorbildlich war. Durch die Krankheit des Königs und den Tod des Bildhauers wurde das Projekt jedoch unterbrochen. Erst nach dem Regierungsantritt Wilhelms I. konnte es fortgesetzt und ein Wettbewerb ausgeschrieben werden, bei dem der Bildhauer Albert Wolff zwei Alternativentwürfe einsandte. Er gewann den Wettbewerb, musste aber einen weiteren Entwurf einsenden, dessen Ausführung der König 1862 genehmigte.

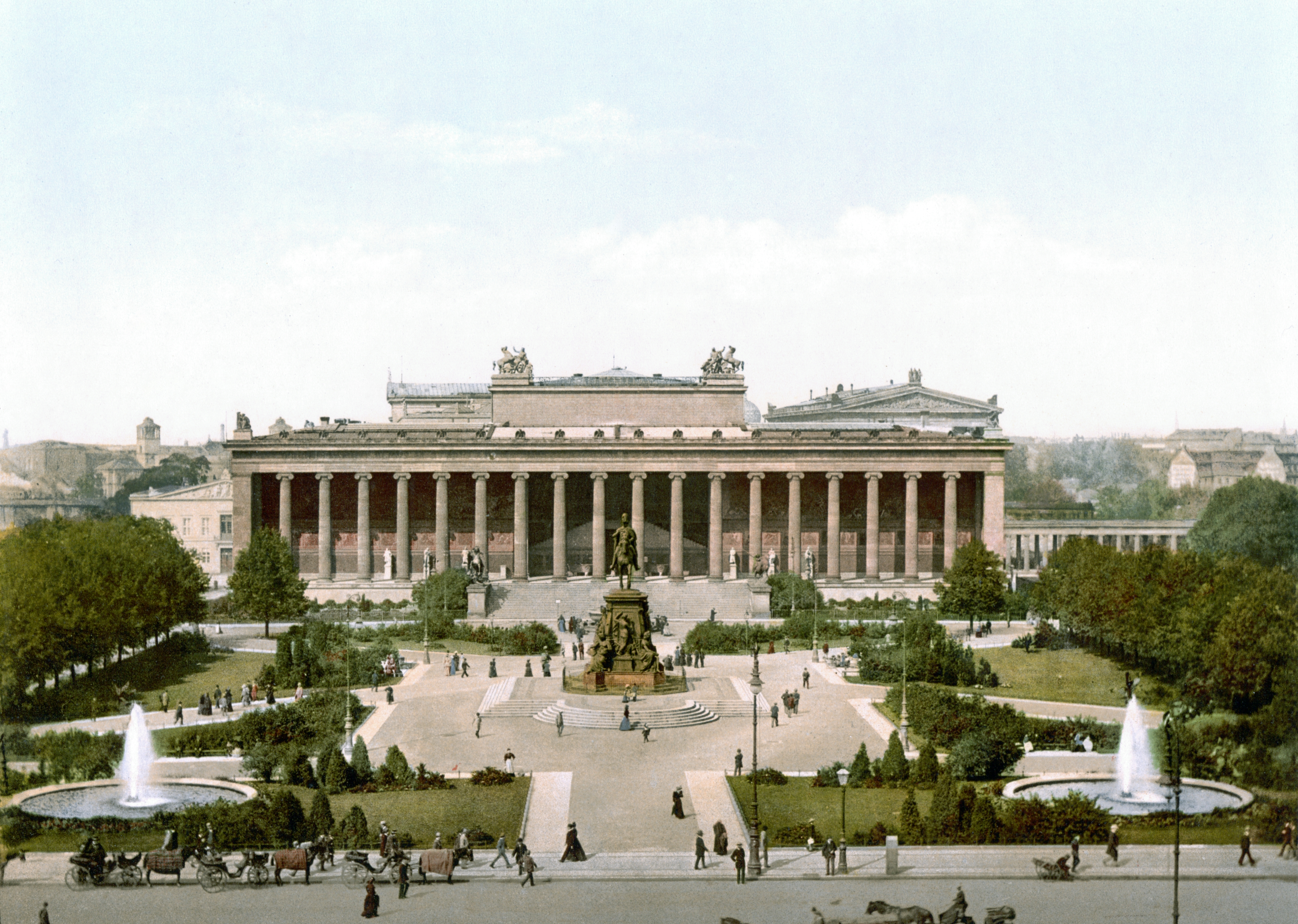
Luftaufnahme des Reiterstandbilds in der Mitte des Lustgartens

Der Bau des Denkmals begann mit der Grundsteinlegung in der Mitte des Lustgartens durch Wilhelm I. am 17. März 1863, dem 50. Jahrestag der Stiftung des Eisernen Kreuzes durch seinen Vater Friedrich Wilhelm III. am Beginn der Erhebung Preußens gegen Napoleon. Zugegen waren 4000 Veteranen der Befreiungskriege, die der Einladung Wilhelms I. zu der Feier gefolgt waren. Bis Frühjahr 1869 wurde die Reiterfigur Friedrich Wilhelms III. modelliert und am 16. Juni 1871 enthüllt. Die Enthüllungszeremonie in Gegenwart der preußischen Staatsspitze mit Gottesdienst und feierlicher Ansprache Wilhelms I. bildete den Höhe- und Schlusspunkt der Berliner Siegesparade, der Rückkehr des Gardekorps aus dem Deutsch-Französischen Krieg. Zwischen Herbst 1873 und 1875 schuf Wolff die Sockelfiguren Klio, Borussia, Religion, Gesetzgebung, Kunst und Wissenschaft. Außer Rhein und Memel, die in der Erzgießerei München hergestellt wurden, stammten alle Bronzefiguren aus der Kunstgießerei Lauchhammer. Sie wurden am 2. September 1876 enthüllt.

## Beschreibung und Geschichte

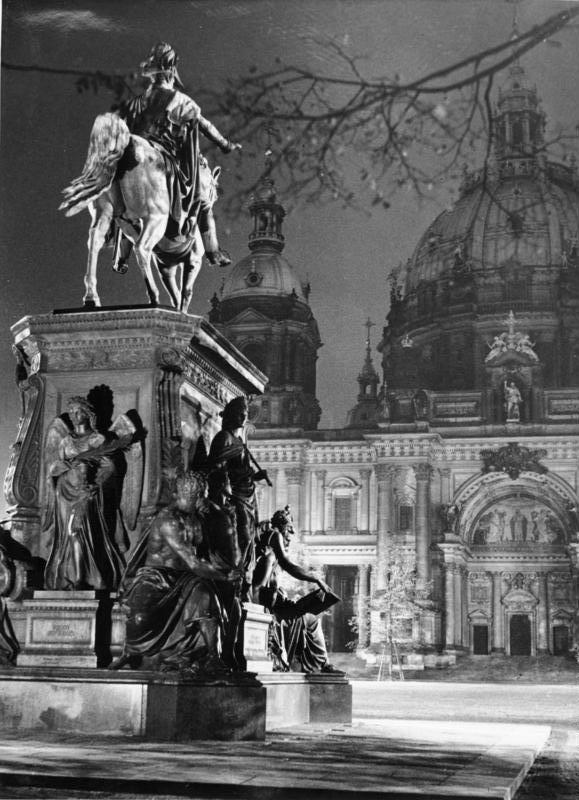
Reiterstandbild am westlichen Platzrand des Lustgartens, dahinter der Dom

Der obere Teil des Monuments bestand aus einer 5,80 Meter hohen, nach dem Vorbild von Rauchs Modell geschaffenen Reiterfigur. Sie zeigte „Friedrich Wilhelm III. auf schreitendem Roß mit segnend ausgestreckter Rechten, in Generalsuniform mit dem Mantel um die Schultern. Auf dem Haupt trug er den mit dem Federbusch geschmückten Generalshut“.
Der untere Teil bestand aus einem 6,60 Meter hohen, auf einem sechsstufigen Marmorunterbau ruhenden Bronzesockel. Diesen schmückten vier jeweils 3,70 Meter hohe Sitzfiguren an den Ecken und vier jeweils 3,50 Meter hohe Standfiguren an den Seiten. Vorne befand sich Klio mit der Widmung „Dem Gerechten“ und der Inschrift „Dem Könige Friedrich Wilhelm III. König Wilhelm 1863“; hinten die Allegorie Religion mit „Friede auf Erden“. Rechts zwischen den Allegorien Rhein und Memel befand sich Borussia mit der Inschrift „Sie haben mich oft bedrängt von meiner Jugend auf, aber sie haben mich nicht übermocht“ (Ps 129,2 ); links zwischen Kunst und Wissenschaft die Allegorie Gesetzgebung mit „Gerechtigkeit erhöhet ein Volk“ (Spr 14,34 ). In der rechten Hand hielt sie eine Gesetzestafel, auf der die unter Friedrich Wilhelm III. eingeführten Preußischen Reformen standen: „Aufhebung der Erbuntertänigkeit, Beschränkung des Zunftzwanges, Städteordnung, Gründung der Universität Berlin, allgemeine Kriegspflicht, Zollverein, Union, Autorrecht.“
Bei der „Säuberung des Berliner Stadtbildes“ anlässlich der Vorbereitung auf die Olympischen Sommerspiele 1936 gestalteten die Nationalsozialisten den Lustgarten zu einem Aufmarschplatz um. Dabei erfuhr das Denkmal eine erinnerungspolitische Abwertung. Es wurde ohne den Marmorunterbau an den westlichen Platzrand versetzt und zum Berliner Dom hin gedreht. Nun ritt der König nicht länger frei und platzbeherrschend auf das Schloss zu, sondern war in einer Reihe dunkler Bäume verschwunden. Seine Entfernung aus dem Stadtbild war durch Überführung in ein zu erweiterndes Hohenzollernmuseum vorgesehen.
Im Zweiten Weltkrieg erlitt das Denkmal im Dezember 1940 und im November 1943 schwere Beschädigungen und war bei Kriegsende zusammengestürzt. Bis April 1946 hatte es der kommunistisch dominierte Magistrat bereits entfernen und die Bronzefiguren in den Schlosshof verbringen lassen. Seine Wiederaufstellung galt als „nicht wünschenswert“. Es sollte museal eingelagert werden, jedoch wurden mehrere Figuren 1949 zur Verschrottung freigegeben, darunter die des Königs. Erhalten blieben die Figuren Klio und Wissenschaft, die 1987 im Nikolaiviertel als Schreibende und Lesender aufgestellt wurden, sowie ein dazugehöriger Genius, der 1980 in den West-Berliner Kleistpark gekommen war. Im Märkischen Museum befindet sich die fragmentierte Figur Rhein.
Die Figur Klio erinnert an die vermutlich von Lysipp geschaffene Venus von Capua, die im Archäologischen Nationalmuseum Neapel ausgestellt ist. Borussia erinnerte an die vermutlich von Phidias geschaffene Athena Farnese, die sich ebenfalls dort befindet. 

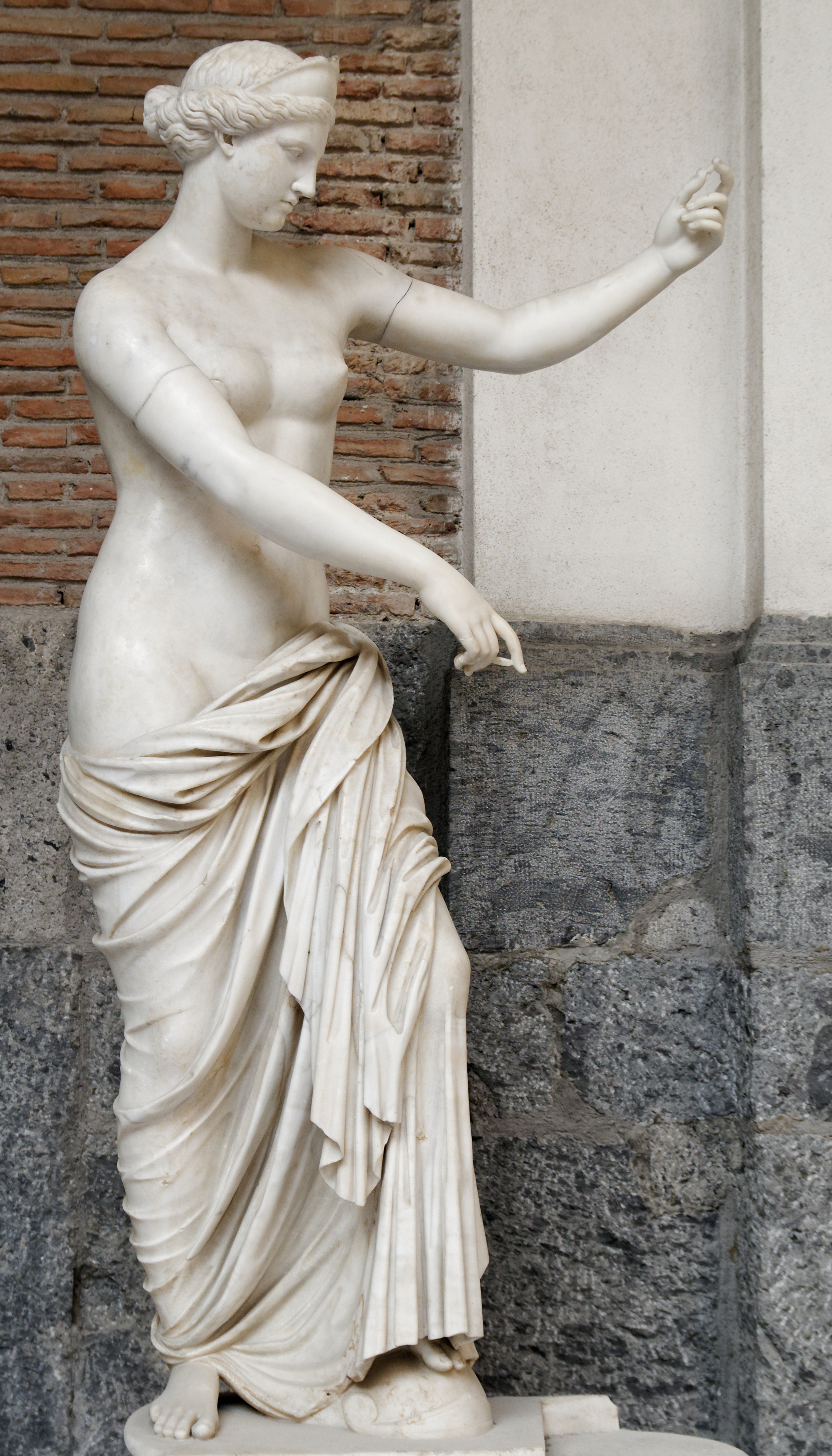
Venus von Capua im Archäologischen Nationalmuseum Neapel
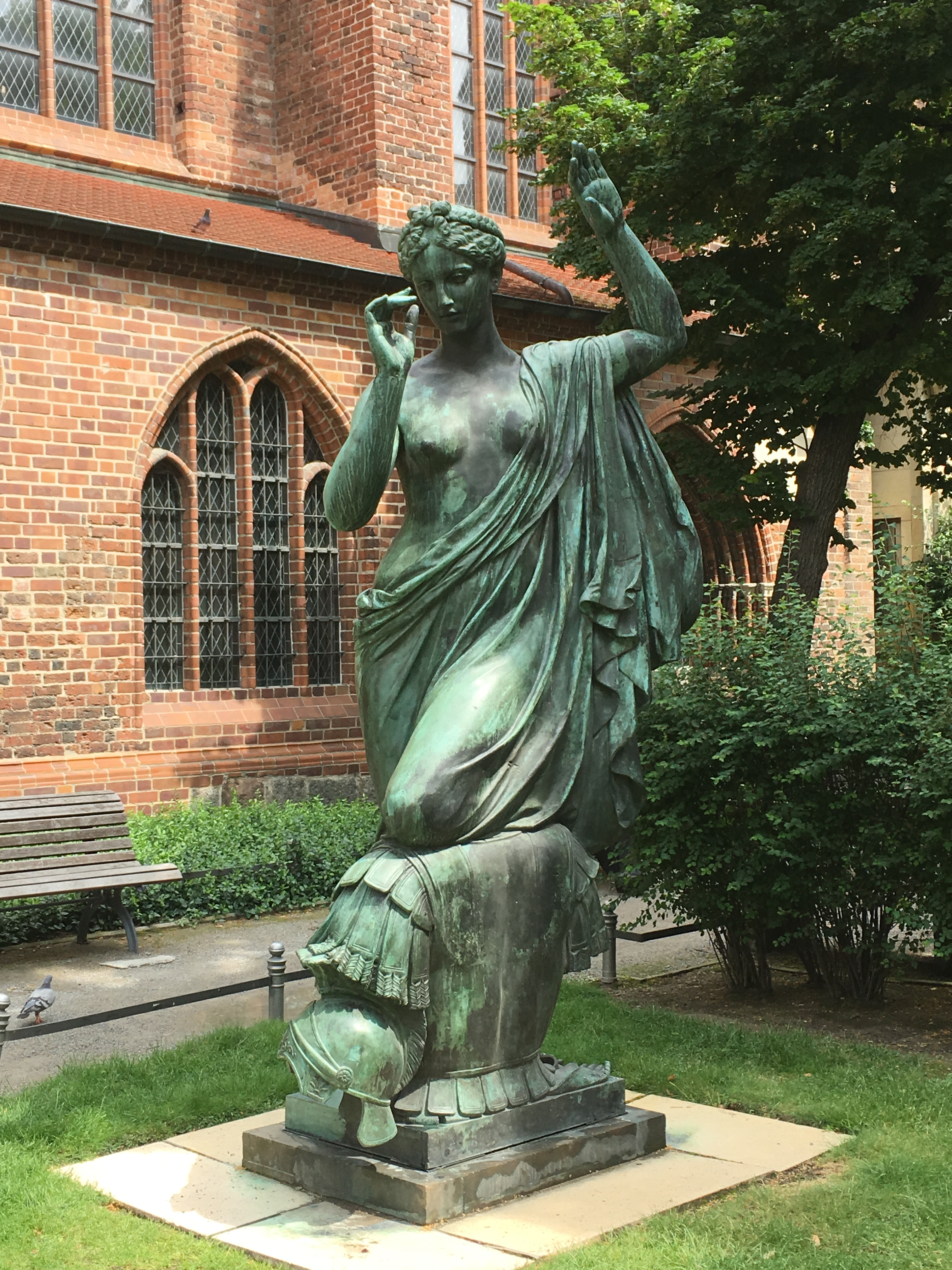
Vorderansicht der Klio im Nikolaiviertel
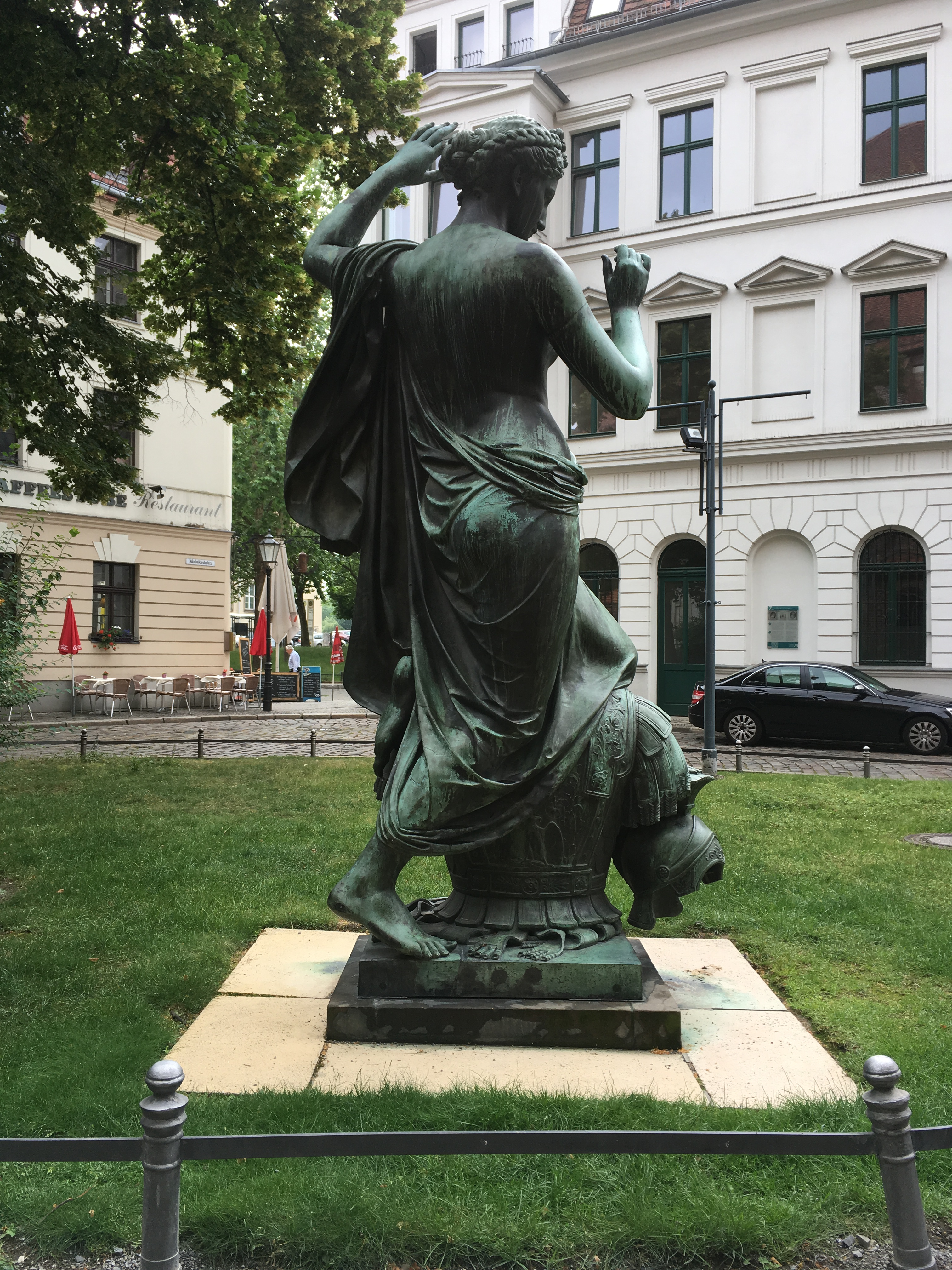
Rückansicht der Klio im Nikolaiviertel
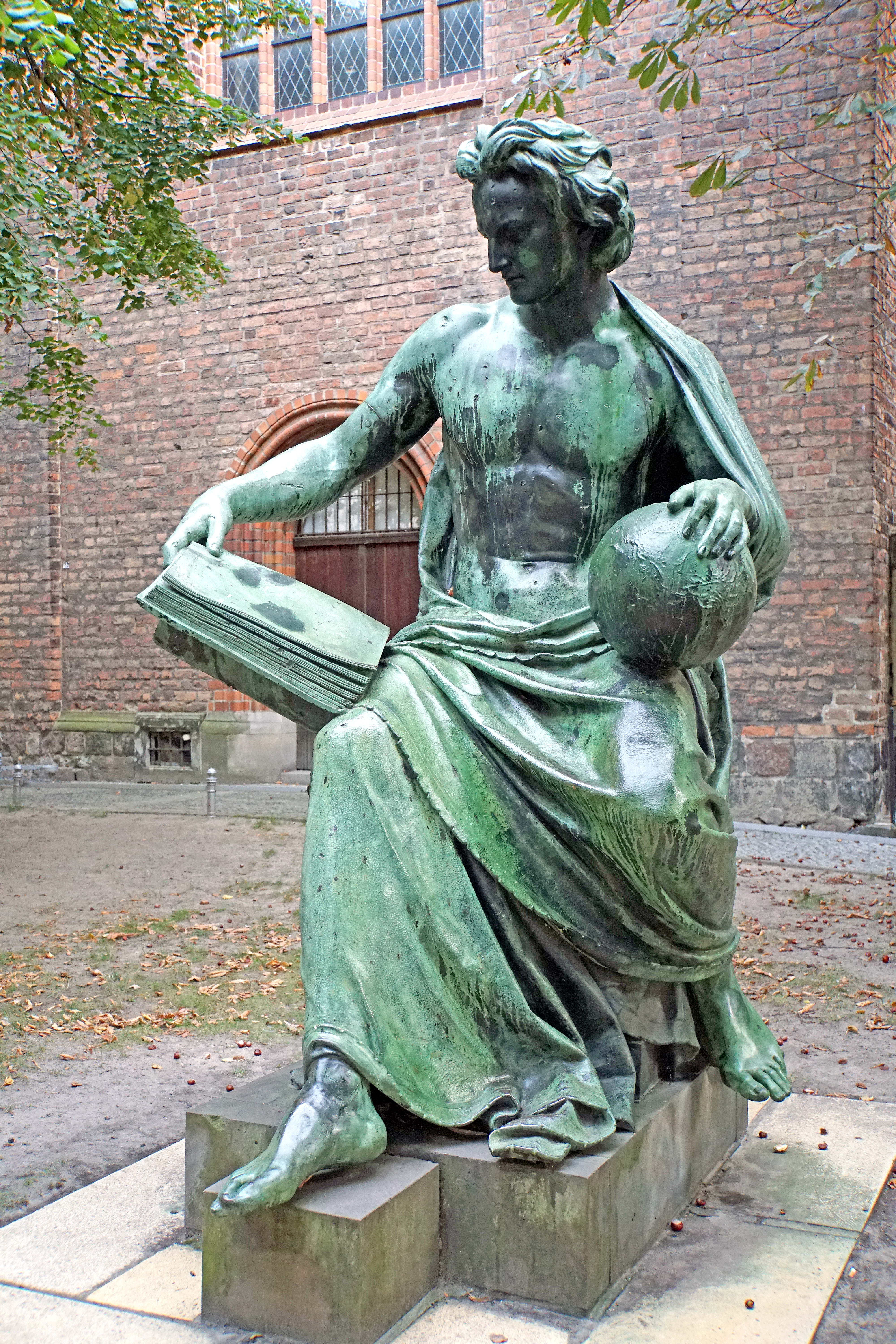
Wissenschaft im Nikolaiviertel
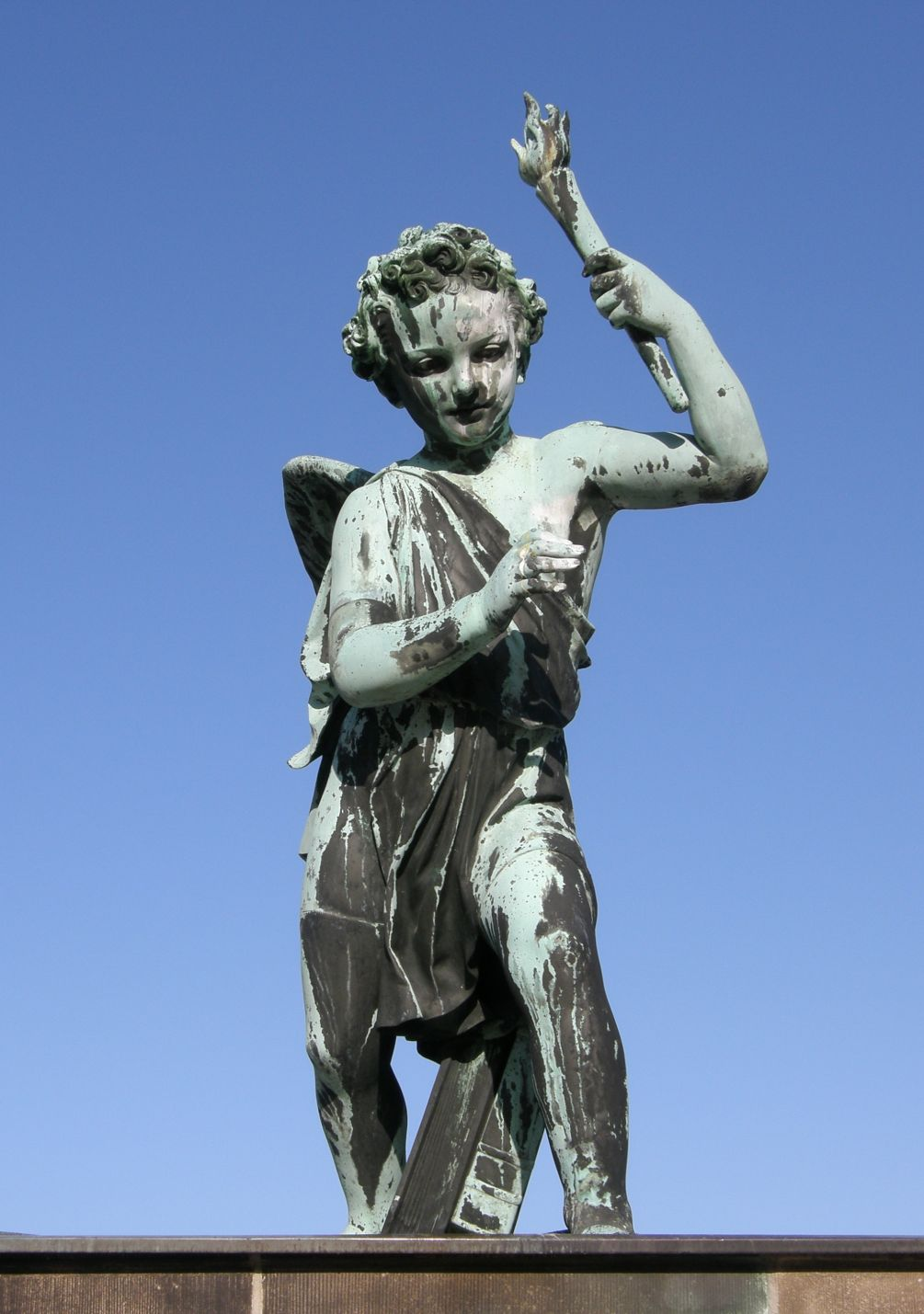
Dazugehöriger Genius im Kleistpark
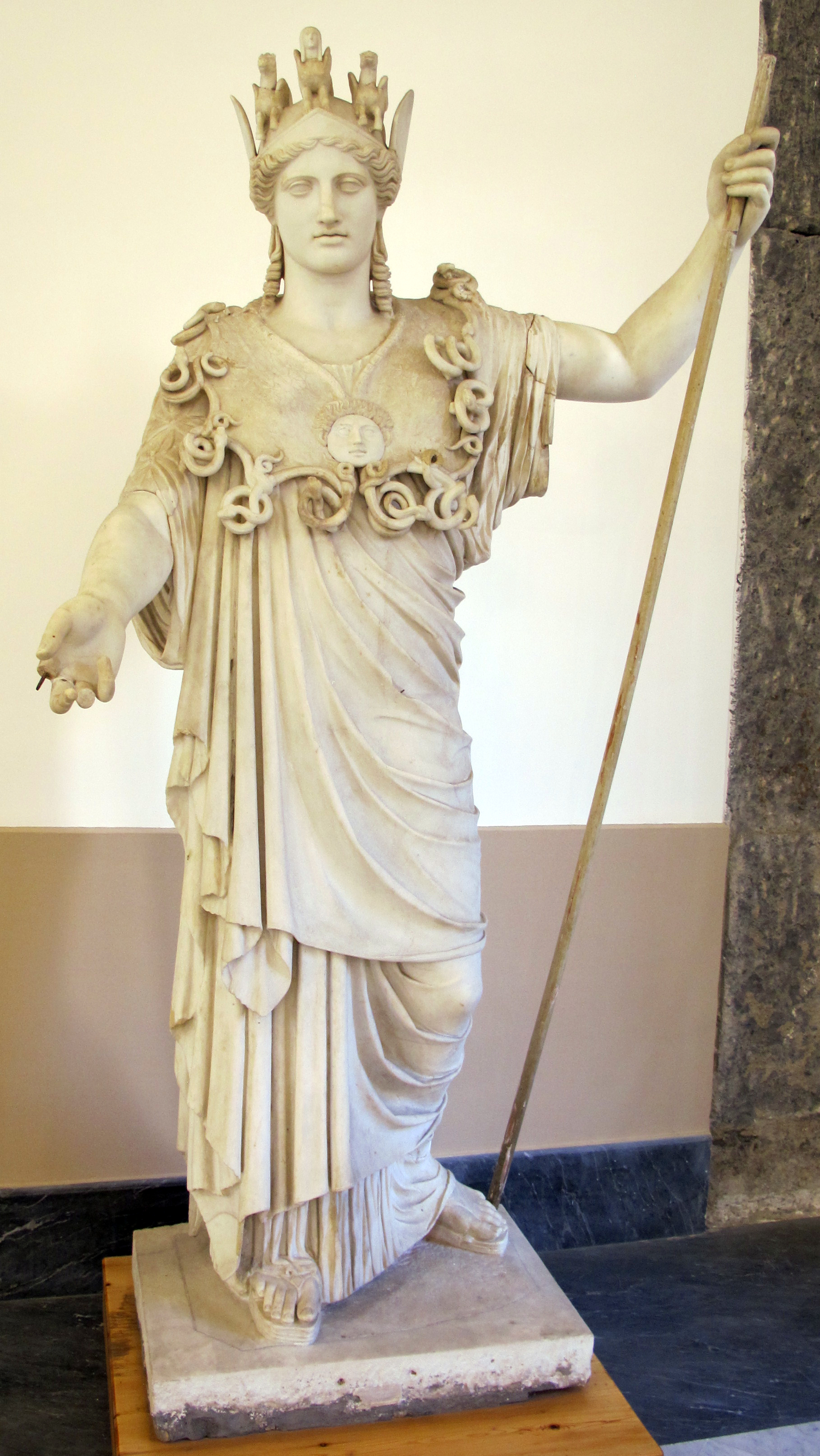
Athena Farnese im Archäologischen Nationalmuseum Neapel

## Trivia
In der Vorhalle zum historischen Yorcksaal des Ostpreußischen Landschaftsgebäudes in Königsberg befand sich eine zwei Meter hohe Kopie der Figur Borussia, die seit 1945 verschollen ist.